# Cima di Cugn
Cima di Cugn är en bergstopp i Schweiz, på gränsen till Italien.   Den ligger i regionen Moesa och kantonen Graubünden, i den sydöstra delen av landet, 160 km sydost om huvudstaden Bern. Toppen på Cima di Cugn är 2 237 meter över havet, eller 63 meter över den omgivande terrängen. Bredden vid basen är 0,21 km.
Terrängen runt Cima di Cugn är bergig åt nordost, men åt sydväst är den kuperad. Närmaste större samhälle är Bellinzona, 11,4 km väster om Cima di Cugn. 
I omgivningarna runt Cima di Cugn växer i huvudsak blandskog. Runt Cima di Cugn är det ganska tätbefolkat, med 207 invånare per kvadratkilometer.